# Panicum prionitis
Panicum prionitis, Paja brava, Paja cortadera o Paja de techar,   es una gramínea perenne, rizomatosa, de porte alto,  se desarrolla principalmente en matas compactas, que pueden alcanzar hasta 1,5-3 m de altura. La inflorescencia es una espiga abierta con ramificaciones laterales. Es originaria de Sudamérica, su distribución natural comprende Brasil, Argentina,  Paraguay y Uruguay.  

## Descripción
Tallos robustos de 1-2 m de altura y 3-10 mm de diámetro. Internodos acanalados de 19-33 cm de largo; lígula pilosa de 0,6–0,8 mm de largo; hojas acintadas de 10–15 dm de largo y 4–17 mm de ancho, márgenes ásperos al tacto y cortantes. La inflorescencia forma una panícula abierta, piramidal, de 4–7 dm de largo.   Espiguillas solitarias, las fértiles pediceladas.  Fruto cariopse con pericarpo adherido, oblongo de 1,1 mm              de largo. El embrión ocupa la mitad de la longitud del cariopse.     

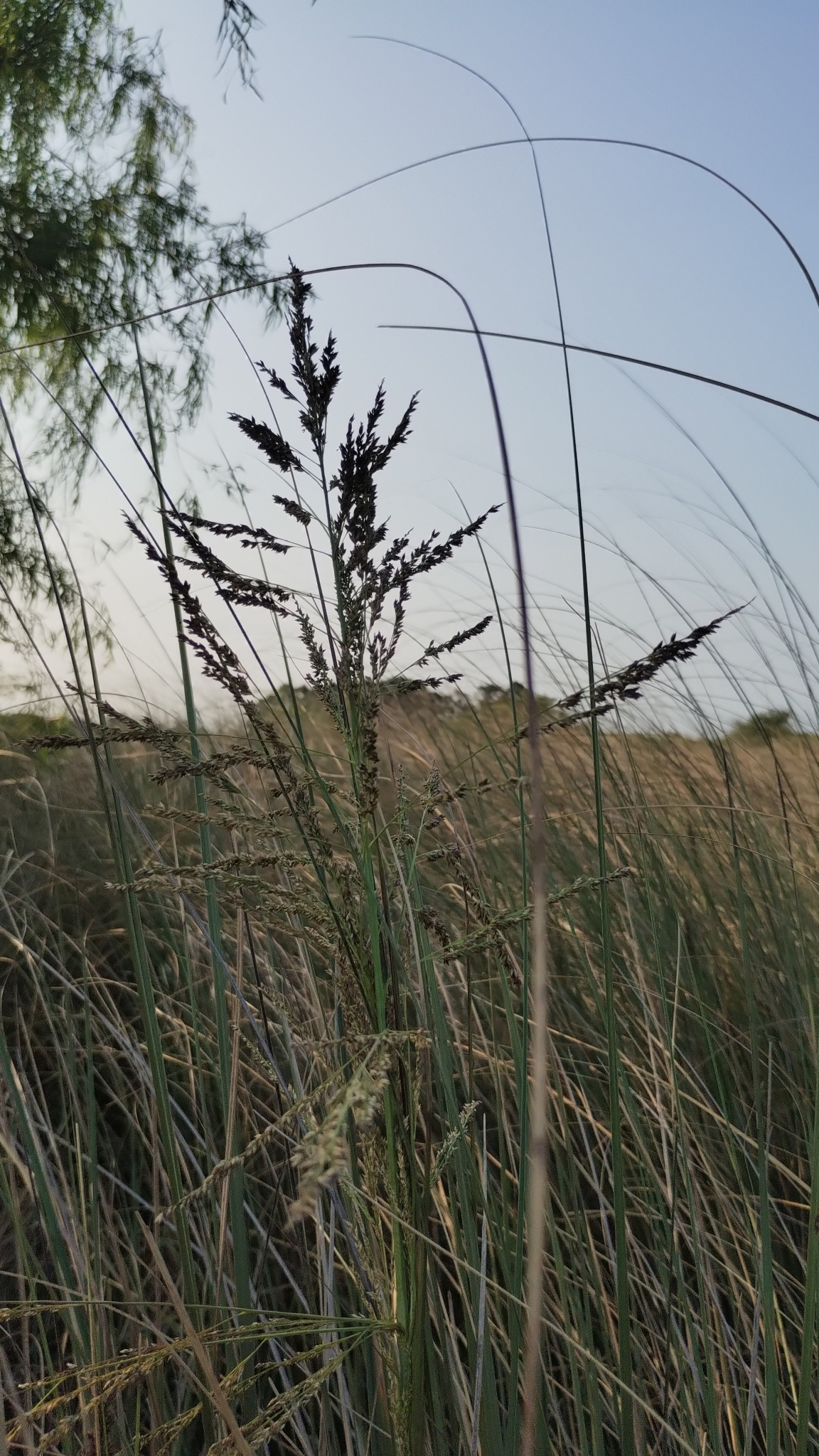
Panicum prionotis, espiga

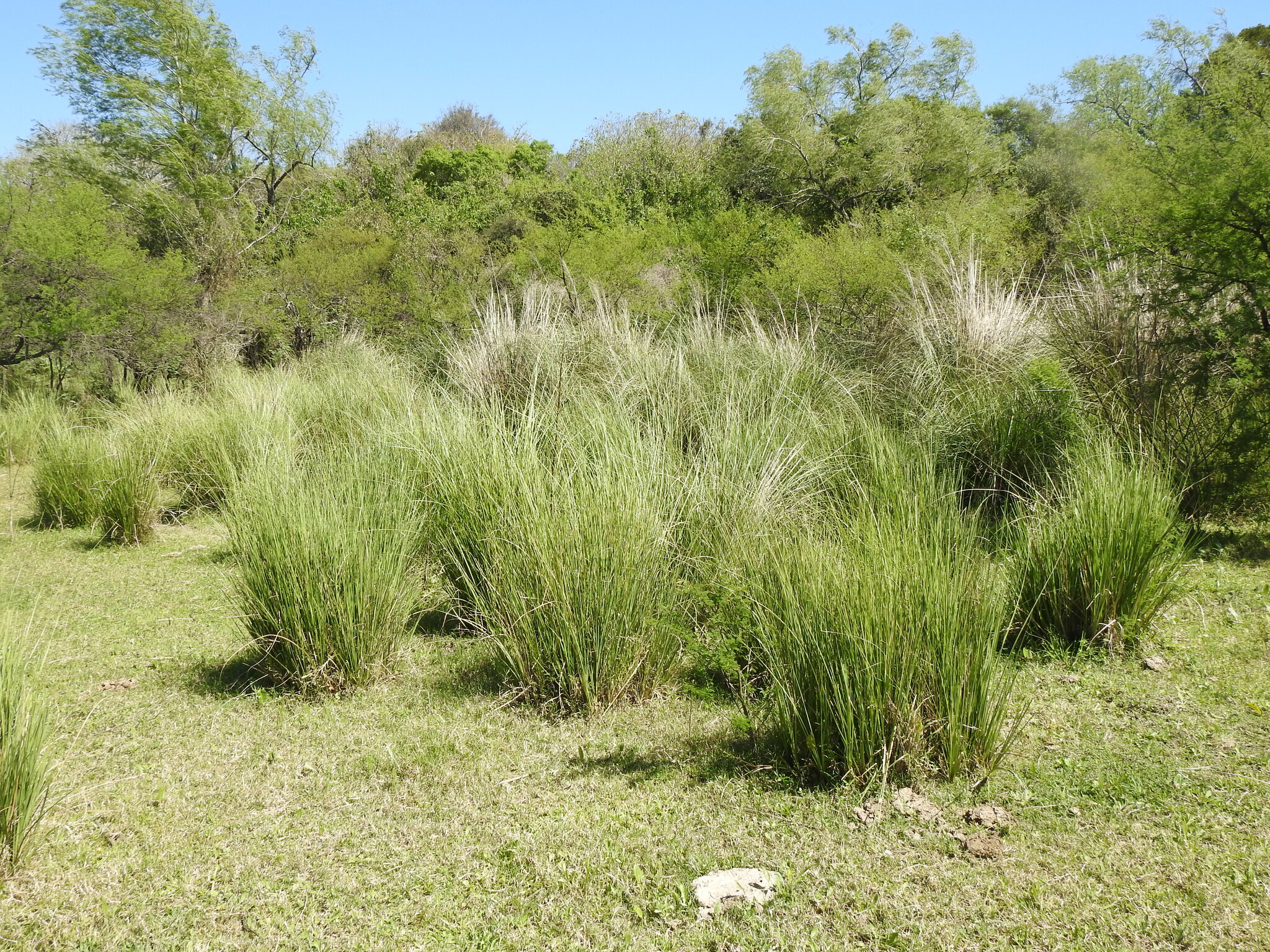
Panicum prionotis, conjunto de matas

## Ecología
Es una especie adaptada a terrenos inundables y a suelos fértiles. Soporta niveles moderados de déficit hídrico debido a que su extenso sistema radicular permite colectar agua en zonas amplias. Se usa generalmente para pastoreo, aunque puede ser utilizada para almacenar como heno. Es un pasto típico del altiplano andino. Soporta bajas temperaturas, suelos áridos y pedregosos. Es utilizada como forraje para el ganado camélido (llamas o guanacos y alpacas) . La Paja brava atrae muchas especies de aves granívoras; en especial cuando se planta como ornamental en jardines urbanos.  
Tiene un sistema de crecimiento en macollos , que la hace bastante susceptible al enmalezamiento, por ello se está utilizando la mezcla con otra gramínea estolonífera como la estrella o con leguminosas rastreras como el Arachis pintoi (maní forrajero).

## Taxonomía
Panicum prionitis fue descrita por (P.Beauv.) Spreng.  y publicado en Systema Vegetabilium, editio decima sexta 1: 313. 1825[1824].
Etimología
Panicum: nombre genérico que es un antiguo nombre de latín para el mijo común (Setaria italica).
prionitis; epíteto latíno que significa "de los primeros", donde se refiere a la gran altura que alcanza este pasto.
Sinonimia
- Coleataenia gynerioides
- Panicum gynerioides
- Panicum prionitis sbsp. gynerioides (Griseb.) Roseng. et al. 1970[3][4][5]